# 크리스토퍼 (가수)
크리스토퍼 룬 니센(덴마크어: Christopher Lund Nissen, 1992년 1월 31일 ~ )은 간단히 크리스토퍼(Christopher)로 잘 알려진 덴마크의 가수이다. 2012년 9월 대니시 뮤직 어워드에서 올해의 신인상을 수상하였다. 이어 2021년 제10회 가온차트 뮤직 어워즈에서 올해의 가수상을 수상했다. 